# Bonjour Patof
Pour plus de détails, voir Fiche technique et Distribution.
Bonjour Patof est un DVD regroupant plus de quatre heures de segments d'émissions mettant en vedette le clown Patof, créé par Jacques Desrosiers dans les années 1970.  Il est sorti le 18 octobre 2011.
Il est principalement constitué des archives personnelles de Jacques Desrosiers, sans lesquelles le DVD n'aurait pu voir le jour.  Ces enregistrements domestiques réalisés sur Betamax à la fin des années 1970 expliquent la variation de qualité des segments d'émissions.

## Contenu du DVD
Huit épisodes de la série Patof voyage mettant en vedette Patof et Monsieur Tranquille ont soigneusement été sélectionnés pour ce DVD, et un montage de 40 minutes a été créé à partir de segments retrouvés de la série Patof raconte.  
Le DVD comprend également de nombreux suppléments, tels que des passages de Patof à Jeunesse et un court extrait très rare de la troisième et dernière saison de Patofville.  Trois émissions du célèbre jeu télévisé Galaxie animé par Réal Giguère, sont également incluses.
Dans les différents segments, Patof interprète quelques-uns de ses succès tels que : Patof Blou, Patof le roi des clowns, L'éléphant Tic-Tac, Gros minou, Super Patof, Faut pas me chercher (en duo avec Monsieur Tranquille), Mon ami Pierrot, Le monstre et Quand Patof voyage.
Dans le dernier épisode de la série Patof voyage, intitulé Le Gala Monstritas (un jeu de mots en référence à un Gala Méritas), Monsieur Tranquille interprète son grand succès disco, Madame Thibault.

## Liste des chapitres du DVD
Patof voyage
1. Ma souris Mélanie (1976)[2] – 19:13
2. Le ski nautique (1976)[2] – 19:19
3. La magie (1976)[2] – 18:17
4. La natation (1976)[2] –  19:15
5. Le mini-golf (1977)[2] – 19:31
6. Ça va pas dans l'soulier (1977)[2] – 19:55
7. Faut pas me chercher (1977)[3] – 17:56
8. Le Gala Monstritas (dernier épisode de la série, 1977)[3] – 23:42

Patof raconte (1975)
1. On est 6 millions faut s'parler – 9:18
2. Mon amie Léonie (chanson) – 2:54
3. Dessins – 1:46
4. Gros minou (chanson) – 2:46
5. Patof en Chine – 10:52
6. La théière de Polpon (chanson) – 2:59
7. Patof chez les coupeurs de têtes – 11:56
8. Comment vous appelez-vous? – 1:48

## Suppléments
1. Patof Blou (Bonsoir copains, 1972)[3] – 3:02
2. Patof le roi des clowns (Bonsoir copains, 1972)[3] – 1:50
3. Patof Blou (Jeunesse, 27 mai 1972)[4] – 3:05
4. Patof le roi des clowns (Jeunesse, 4 août 1973)[4] – 2:04
5. Extrait de Patofville (1976) avec « Magic » Tom Auburn et Denis Drouin[3] – 3:46
6. Galaxie 1 (1984)[4] – 19:48
7. Galaxie 2 (1984)[4] – 21:11
8. Galaxie 3 (1984)[4] – 21:52

## Fiche technique
- Titre : Bonjour Patof
- Réalisation : Francis Gélinas
- Photos : Guy Beaupré/TVA Publications (couverture), Collection privée Jacques Desrosiers, TVA Publications et Échos Vedettes
- Production : Pierre Marchand, Musicor Produits Spéciaux
- Direction artistique : Martin Leclerc
- Rédaction et recherche visuel : Émanuel Champagne
- Format : Couleurs - 4:3
- Durée : 275 minutes
- Pays :  Canada
- Dates de sortie : 18 octobre 2011

## Distribution
Patof voyage
- Jacques Desrosiers : Patof
- Gaby Gendron : Gymnaste
- Roger Giguère : Fafouin, Monsieur Tranquille, Midas

Patof raconte
- Jacques Desrosiers : Patof
- Roger Giguère : Monsieur Tranquille (bruiteur)

Patofville
- « Magic » Tom Auburn : L'oncle Tom
- Jacques Desrosiers : Patof
- Denis Drouin : Monsieur Tut-Tut
- Roger Giguère : Fafouin

Galaxie
- Claude Blanchard : Nestor
- Martine Chevrier
- Jacques Desrosiers : Patof
- Diane Garneau : Florida Couture
- Réal Giguère : Animateur
- Roger Giguère : Monsieur Tranquille
- Claude Steben : Capitaine Cosmos (du jeu télévisé Les Satellipopettes)
- Youppi!